# Корбутовские
Корбутовские (пол. Korbutowski) — дворянский род.
Предок их, Стефан Иванович Корбутовский, выехал в Россию из Польши, служил в полку Смоленской шляхты и пожалован поместьем в 1661 году. Многие потомки рода служили в России в различных чинах.
Род Корбутовских внесён в:
- VI часть родословной книги Смоленской губернии[4];
- III часть Саратовской дворянской родословной книги[5][6].

## Представители рода
- Матвей Павлович Корбутовский — поручик, заседатель уездного суда г. Белый Смоленского наместничества[7].

- Пётр Михайлович Корбутовский — капитан-поручик Преображенского полка[8].

- Николай Яковлевич Корбутовский (1744 — 31.05.1803) — ротмистр. Похоронен вместе с женой А. М. Корбутовской[9].

- Пётр Яковлевич Корбутовский (1768 — 09.03.1810) — майор[9].

- Андрей Николаевич Корбутовский (25.10.1785 — 20.04.1830) — майор и кавалер[9].

- Степан Николаевич Корбутовский (01.11.1791 — 01.10.1845) — штабс-ротмистр и кавалер[9].

- Николай Андреевич Корбутовский (1825 — 18.08.1883) — ротмистр[9].

- Пётр Степанович Корбутовский (1831 — 07.10.1888)[9].

- Пётр Алексеевич Корбутовский (1893—1966) — подполковник-артиллерист, участник Великой мировой войны, пятикратно раненый. Был старшим офицером 5-й батареи Корниловской артиллерийской бригады. После гражданской войны закончил богословский факультет Софийского университета. После прихода в Болгарию Красной армии был арестован и сослан в Сибирь, где провел в лагерях 10 лет. После освобождения вернулся во Францию, где и умер[2].

- Михаил Сергеевич Корбутовский (ум. до 15 мая 1932, Югославия) — ротмистр 5-го гусарского Александрийского полка. Переведён в полк в 1915 году из Каргопольского драгунского полка. В эмиграции работал на фабрике в г. Парачине (Сербия). Погиб при невыясненных обстоятельствах[10][11].

### Представители рода в Саратовской губернии

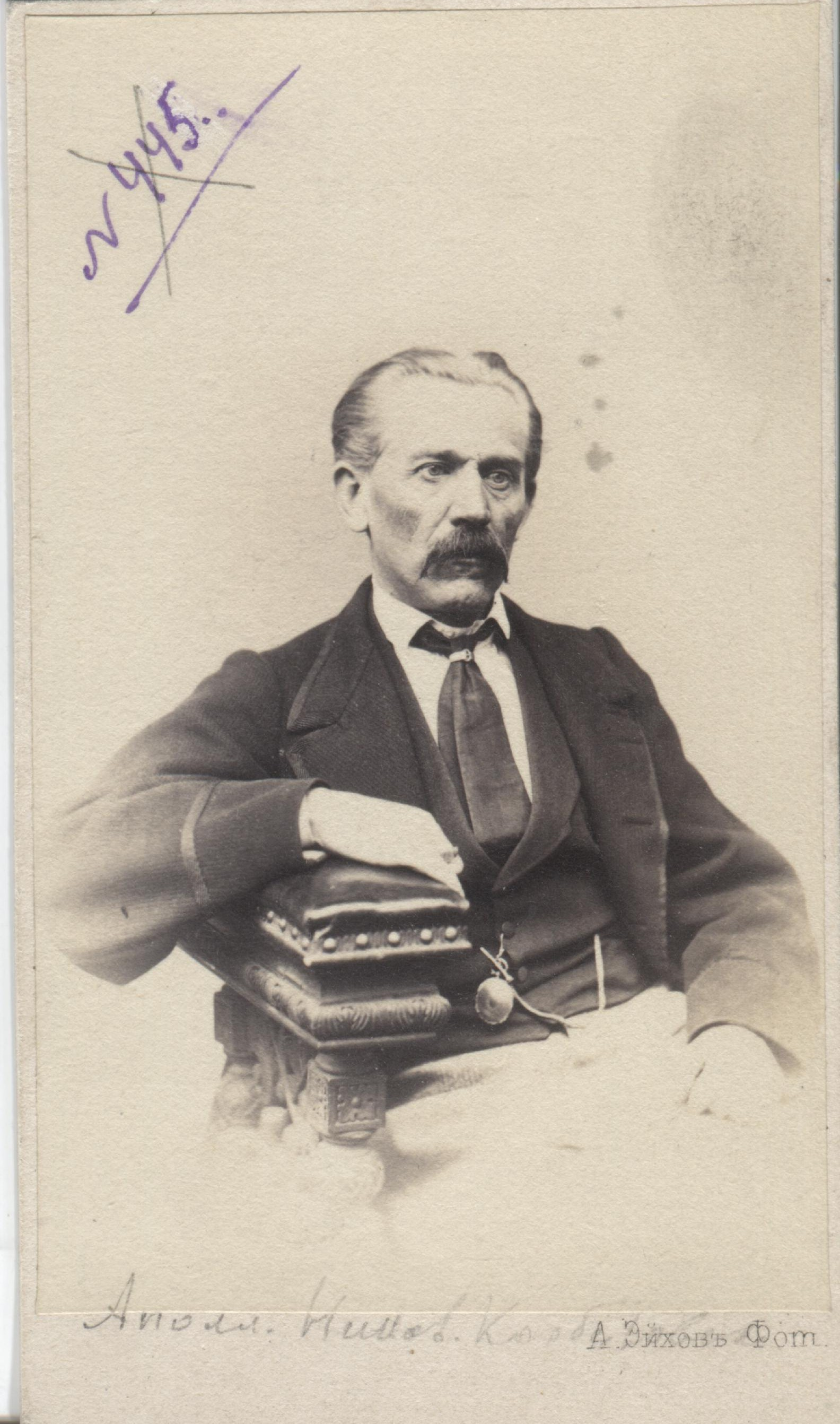
Портрет Аполлона Николаевича Корбутовского

- Родоначальник в Саратове — Андрей Осипович Корбутовский, словак по национальности, православный по вере. Состоял на военной службе в Австрии. Дослужившись до чина полковника, вышел в отставку и в начале 1760-х годов переселился из северной Галиции в Новороссийский край, где купил имение около Одессы. Два его сына — Василий Андреевич и Данила Андреевич — погибли в одну из турецких войн. Третий сын Николай Андреевич состоял на службе в Российском Черноморском флоте (чиновник Дубовской пристани Черноморского флотского ведомства)[2], имел четырёх сыновей. В 1820-х годах он переселился на Волгу, где в Царицынском уезде Саратовской губернии приобрёл несколько тысяч десятин земли, из которых к 1896 году Корбутовские сохранили 2750 десятин земли в Песковатской волости Царицынского уезда[12]. В 1903 году владения здесь уменьшились ещё на 1700 десятин[5].

- Апполон Николаевич Корбутовский (1820—1911) — ротмистр предводитель дворянства по Камышинскому и Царицынскому уездам в 1876—1879 (1875—1881, 1879—1882) годах[2].

- Из сыновей Николая Андреевича наиболее известен Павел Николаевич Корбутовский (1828—1902), отставной коллежский асессор. Был женат на Мелитине Михайловне Готовицкой (род. 1835[13]). В 1872 году четверо их сыновей были внесены в ту же III часть Саратовской родословной дворянской книги 1870—1873 года. Супруги Корбутовские имели в Саратовском уезде земли: Павел Николаевич — 954 десятин в деревне Злобовке (Новоюрьевке), Мелитина Михайловна — 2270 десятин в селе Поповке и 1730 десятин в деревне Ивановке[14]. Из этого родительского земельного фонда получили: Александр Павлович — 2270 десятин, Сергей Павлович — 917 десятин и Николай Павлович — 1542 десятин[5]. У Павла Николаевича также была дочь — Евгения Павловна, о которой только известно, что в 1905 году она проживала в собственном доме на Гимназической улице (сейчас ул. Некрасова) близ бульвара «Липки»[15]. Павел Николаевич похоронен на кладбище мужского Спасо-Преображенского монастыря[16].

- Сын Павла Николаевича — Сергей Павлович Корбутовский (1864—1911) — поручик; был Камышинским и Царицынским, а затем Саратовским уездным предводителем дворянства с 1888 по 1891 (по другим сведениям, с 1887 по 1890) годы[2]. Позднее был уральским вице-губернатором. На последней должности совершил крупную растрату и по определению Сената должен быть предан суду. Спасая свою честь, застрелился[5][17].

Николай Павлович Корбутовский

- Сын Павла Николаевича — Николай Павлович Корбутовский (11 (23) декабря 1865 — 11 мая 1917[18]). Начал свою деятельность на военном поприще. После семи лет учёбы в 3-й военной гимназии в Петербурге, а затем двух лет в Николаевском кавалерийском училище был определён в драгунский полк корнетом. Не дослужившись до следующего чина поручика, вышел в отставку «по домашним обстоятельствам», желая обзавестись семьей. Свадьба состоялась, вероятно, в начале 1888 года. Его женой стала Наталья Николаевна, дочь Н. В. Ростовцева, московского дворянина. Имели трёх дочерей — Александру, Мелитину и Наталью — и трёх сыновей — Павла, Александра и Николая. Все они внесены в 1903 году в родословную дворянскую книгу[19]. Николай умер 20-летним юношей. О дочерях Мелитине и Александре известно, что они окончили Саратовский Мариинский институт благородных девиц, Мелитина была награждена серебряной медалью и правом на золотую[20], а спустя два года после учёбы в педагогическом институте работала преподавателем в Мариинской женской гимназии на Александровской улице (сейчас ул. М. Горького). В 1895 году семья Николая Павловича жила в собственном, построенном им доме на углу Соборной площади и Соборной улицы[5] (сейчас в этом доме располагается прокуратура Волжского района города Саратова[13][21]). Николай Павлович, по некоторым данным, был почётным мировым судьёй, попечителем Арестного дома Саратовского уездного Земства, а также занимал другие должности[22]. Был широко известен своими самыми изобильными на юго-востоке России древесными питомниками и семенным хозяйством, являлся крупным поставщиком саженцев и семян, имел собственные магазины семян и цветов[23][16][22][24]. В 1902 году на собственные деньги в своём имении в деревне Злобовке основал школу садовых рабочих, которая летом 1913 года была преобразована в практическую школу садоводства[5]. После Октябрьской революции школа была закрыта[5]. Имение Корбутовского было разграблено большевиками, после чего сам Корбутовский застрелился[16][13]. Был похоронен на кладбище Спасо-Преображенского мужского монастыря[18]. На месте его имения в Злобовке в настоящее время располагается декоративный питомник — Злобовский лес.

## Описание герба
В щите, имеющем красное поле, изображены три серебряных волнистых полосы. Щит увенчан обыкновенным дворянскими шлемом и дворянской короной на нём, на поверхности которой видна собака, в правую сторону обращённая. Намёт на щите красный, подложенный серебром.
Герб рода Корбутовских внесён в Часть 5 Общего гербовника дворянских родов Всероссийской империи, стр. 105.